# بوب بيرش
بوب بيرش (بالإنجليزية: Bob Birch)‏ هو ملحن أمريكي، ولد في 14 يوليو 1956 في ديترويت في الولايات المتحدة، وتوفي في 15 أغسطس 2012 في لوس أنجلوس في الولايات المتحدة.

## وصلات خارجية
- بوب بيرش على موقع IMDb (الإنجليزية)
- بوب بيرش على موقع ميوزك برينز (الإنجليزية)
- بوب بيرش على موقع أول ميوزيك (الإنجليزية)
- بوب بيرش على موقع ديسكوغز (الإنجليزية)
- بوب بيرش على موقع قاعدة بيانات الفيلم (الإنجليزية)